# Cathédrale d'Adria
La cathédrale d'Adria ou cathédrale des Saints-Pierre-et-Paul (duomo di Adria ou cattedrale dei Santi Pietro e Paolo en italien) est l'église la plus importante de la ville d'Adria en Vénétie. Du diocèse d'Adria-Rovigo, elle est dédiée aux saints Pierre et Paul.

## Historique
La cathédrale a été construite au début du XIXe siècle dans un bâtiment du XIVe. En 1830, lors de travaux de  vérification de la solidité des fondations, ont été retrouvés les restes d'une crypte avec des fresques byzantines.
La cathédrale abrite aussi un bas-relief datant du VIe siècle, un crucifix sur un autel de style byzantin et, dans la sacristie, de belles armoires sculptées par Giacomo Piazzetta (it) provenant de l'École de la Charité de Venise.
Sur le côté sud s'ouvre la place du Campanile, tandis que dans la zone arrière, a été construite dans les années 1930, une réplique impressionnante de la grotte de Lourdes, où de nombreux croyants viennent toujours de plusieurs autres diocèses.

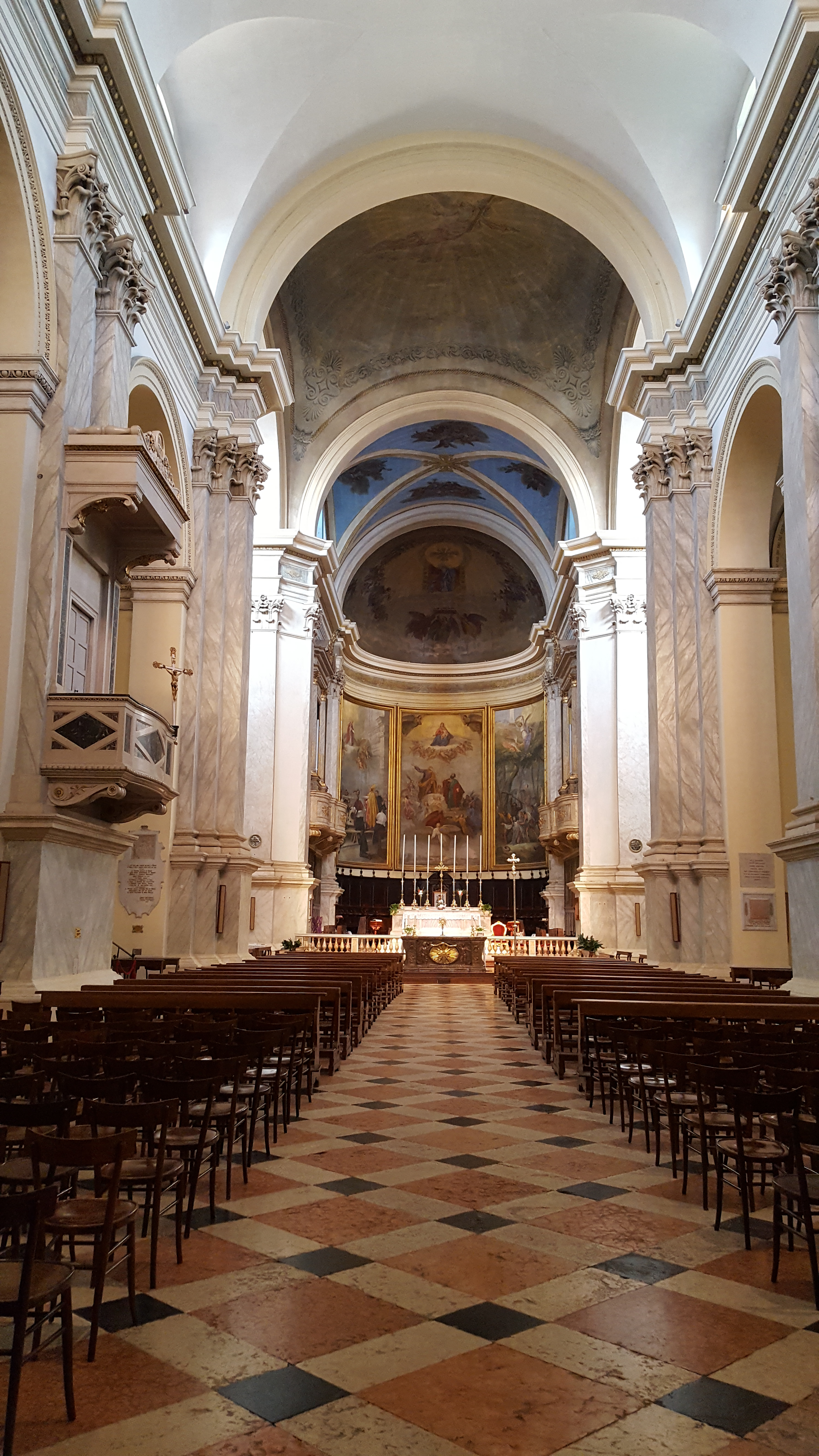
la nef centrale vers le chœur.
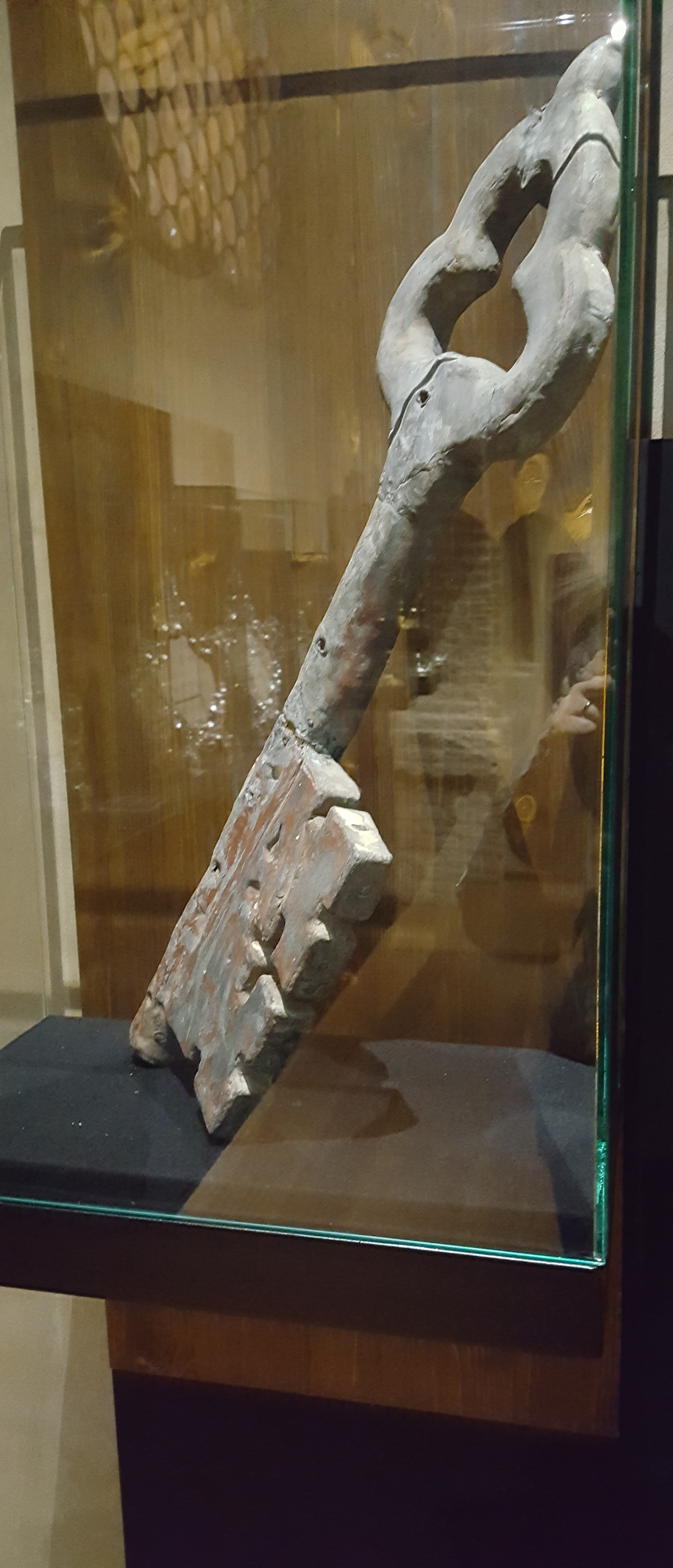
Clef de saint Pierre exposée au musée de la cathédrale.

## Source
- (it) Cet article est partiellement ou en totalité issu de l’article de Wikipédia en italien intitulé « Duomo di Adria » (voir la liste des auteurs).